# SuZy
SuZy, o nome artístico de Suzy Rogovin (Istambul, 1961), é uma cantora turco-israelita que canta em ladino.
Emigrou para Israel em 1979. Fez o mestrado em filologia inglesa e francesa na Universidade de Tel Aviv. Trabalhou como o desenhadora de interiores durante seis anos e decidiu-se a criar um álbum que recolhesse as canções tradicionais da sua família ao morrer a sua tia-avó (Herencia, 1998).

## Discografia
- Aromas & Memories (2005) de Margalit Matitiahu.
- Estos Y Munchos (2001)
- Herencia (1998)